# Société Kono

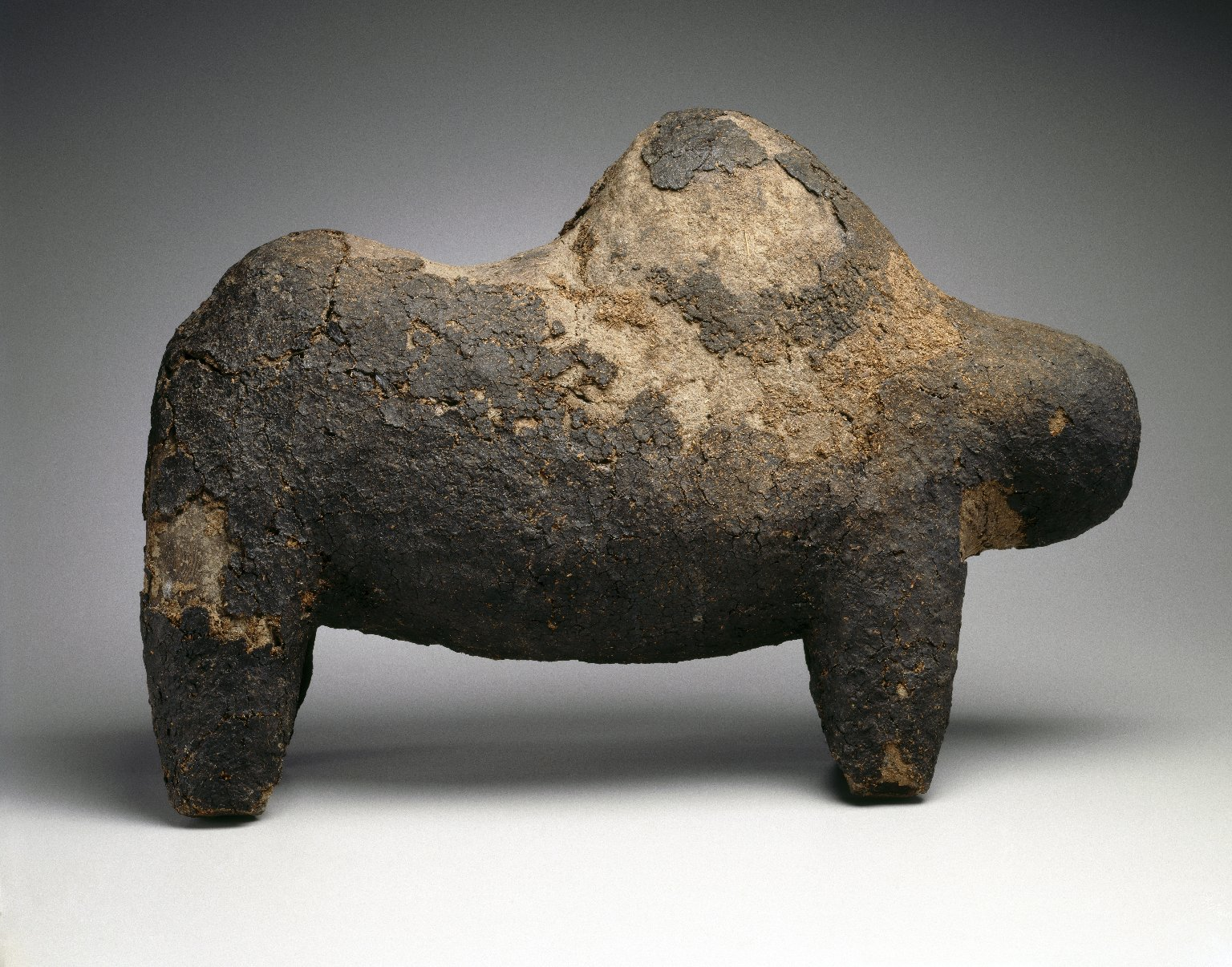
Boli de la société kono

La société Kono fait partie des six principales sociétés d'initiation chez les Bambaras. Sorte de confrérie ou de société secrète, la société du kono  est caractérisée par un masque zoomorphe, le masque éléphant aux oreilles repliées symbole d'intelligence et de force. Ces masques n'apparaissent que devant les initiés. La fonction principale de la société kono est sociale et vise à favoriser la fécondité, la fertilité des terres, et la résolution des conflits d'intérêts.